# سالونيك المقدونية

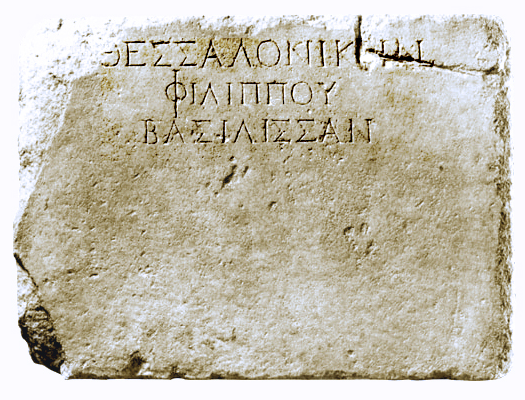
نقش كتب عليه "إلى الملكة ثيسالونيكي ، (ابنة) فيليب"، المتحف الأثري في سالونيك

سالونيك (باليونانية: Θεσσαλονίκη؛ 352 أو 345- 295 قبل الميلاد) كانت أميرة مقدونية، ابنة الملك فيليب الثاني ملك مقدونيا من زوجته أو خليته في ثيسالية نيسيبوليس. يربطها التاريخ بثلاثة من أقوى الرجال في مقدونيا- ابنة الملك فيليب الثاني، الأخت غير الشقيقة للإسكندر الأكبر وزوجة كاساندر.

## سيرته
ولدت سالونيك حوالي 352 أو 345 قبل الميلاد. لإحياء ذكرى ولادة ابنته، التي وقعت في نفس اليوم الذي انتصرت فيه جيوش الدوري المقدوني والثيسالي في معركة حقل الزعفران المهمة في ثيساليا على Phocians، قيل أن الملك فيليب أعلن، «دعها تسمى النصر في ثيساليا». في اللغة اليونانية، يتكون اسمها من كلمتين Thessaly و nike، والتي تترجم إلى "Thessalian Victory" لم تعش والدتها طويلاً بعد ولادتها، وعند وفاتها يبدو أن زوجة أبيها أوليمبياس قد ربتها ثيسالونيكي. في ذكرى صديقتها المقربة، نيسيسيبوليس، أخذت الملكة ثيسالونيكي لتربى لتكون ابنتها. كانت ثيسالونيكي، إلى حد بعيد، أصغر طفل في رعاية أوليمبياس. كان تفاعلها مع شقيقها الأكبر ألاسكندر سيكون ضئيلاً، حيث كان تحت وصاية أرسطو في «حدائق ميداس» عندما ولدت، وفي سن السادسة أو السابعة عندما غادر في حملته الفارسية. كانت في الحادية والعشرين فقط عندما مات الإسكندر.
وهكذا، أمضت طفولتها في مقر الملكة، التي علقت ثرواتها عندما عادت الأخيرة إلى مقدونيا عام 317 قبل الميلاد، ولجأت معها إلى جانب بقية أفراد العائلة المالكة في حصن بيدنا، على تقدم كاسندر عام 315 قبل الميلاد. ألقى سقوط بيدنا وإعدام زوجة أبيها بها في قبضة كاسندر، الذي انتهز الفرصة لربط نفسه بسلالة أرجيد من خلال الزواج منها. أصبحت ثيسالونيكي ملكة مقدونيا وأم لثلاثة أبناء هم فيليب وأنتيباتر وألكسندر. ودفع لها زوجها شرف منح اسمها لمدينة سالونيك، التي أسسها في موقع ثيرما القديم، والتي سرعان ما أصبحت، مع استمرارها حتى يومنا هذا، واحدة من أكثر المدن ثراءً واكتظاظاً بالسكان. مقدونيا. بعد وفاة كاسندر، يبدو أن ثيسالونيكي احتفظت في البداية بنفوذ كبير على أبنائها. خلف ابنها فيليب والده، ولكن بينما كان أنتيباتر هو التالي في ترتيب العرش، طالبت ثيسالونيكي بتقاسمها بين فيليب وألكسندر. أنتيباتر، الذي أصبح يشعر بالغيرة من الخدمة الفائقة التي أظهرتها والدته لأخيه الأصغر ألكسندر، قتل والدته عام 295 قبل الميلاد.

## أسطورة ثيسالونيكي
توجد أسطورة يونانية مشهورة الذي يتحدث عن حورية البحر التي عاشت في بحر إيجه لمئات السنين والتي كان يعتقد أنها ثيسالونيكي. تقول الأسطورة أن الإسكندر، في بحثه عن ينبوع الخلود، استعاد بجهد كبير قارورة من الماء الخالد كان يستحم بها شعر أخته. عندما مات الإسكندر، حاولت أخته المنكوبة إنهاء حياتها بالقفز في البحر. وبدلاً من الغرق، أصبحت حورية البحر تصدر أحكامًا على البحارة عبر القرون وعبر البحار السبعة. لطالما طرحت على البحارة الذين قابلوها نفس السؤال: «هل الإسكندر الملك حي؟» (باليونانية: Ζει ο βασιλιάς Αλέξα)؟)، والتي ستكون الإجابة الصحيحة لها «هو يعيش ويحكم ويحتل العالم» (اليونانية: Ζει και βασιλεύει، και τον κόσμο κυριεύει!). في ظل هذه الإجابة، ستسمح للسفينة وطاقمها بالإبحار بأمان بعيدًا في البحار الهادئة. أي إجابة أخرى ستحولها إلى جورجون الهائج، عازمًا على إرسال السفينة وكل بحار على متنها إلى القاع.